# تاريخ الإنتاج الفعلي
يشير مصطلح تاريخ الإنتاج الفعلي  (APH)  في القانون الزراعي الفيدرالي للولايات المتحدة الأمريكية  إلى سجل إنتاجية غلة محاصيل المنتج الزراعي على مدى عدة سنوات. ويتم استخدام هذه السجلات من قبل الشركة الفيدرالية لتأمين المحاصيل لتحديد مستويات الإنتاج «الطبيعية» للمنتج. يستخدم مصطلح تأمين تاريخ الإنتاج الفعلي  مرادفا لتأمين محاصيل متعددة الخطورة.